# Зграда Народног позоришта у Сомбору
Зграда Народног позоришта у Сомбору је подигнута 1882. године и представља непокретно културно добро као споменик културе од великог значаја.

## Историјат и архитектура
Оснивањем Акционарског друштва за изградњу позоришта 1877. године и доношењем одлуке 1879. године о расписивању конкурса за израду плана, зграда је подигнута по пројекту Адолфа Вајте. Смештена у старом градском језгру, својим складним и одмереним линијама у духу класицизма представља једно од најрепрезентативнијих позоришта на подручју Војводине. Крајем седамдесетих година 20. века извршена је доградња, реконструкција и адаптација, када је додавањем другог крила објекат добио симетричан изглед, сасвим у складу духа времена у коме је настао.
Фасади из улице Косте Трифковића са монументалним прочељем и два крила, посебан акценат даје испад у виду трема у приземљу са балконом на спрату и класицистички конципиран фронтон са тосканским и јонским пиластрима и тимпаноном. Богато обрађен ентеријер у барокном стилу, са сликаном и штуко декорацијом, рађен по узору на бечка и пештанска позоришта један је од ретких позоришних простора који је до данас сачуван у аутентичном облику.
Конзерваторски радови су извођени 1977. и 1981–82. године.